# Karl Tuschl
Karl Tuschl (* 14. Oktober 1858 in Wien; † 21. November 1943 ebenda; auch Carl Tuschl) war ein österreichischer Schauspieler, Regisseur und Theaterleiter.

## Leben
Karl Tuschl war der Sohn eines Geschäftsmanns. Er spielte bereits als Kinderdarsteller im Theater an der Wien. Seine professionelle Bühnenlaufbahn als Schauspieler begann er 1880 im Etablissement Neue Welt in Hietzing. Er spielte im Deutschen Reich, unter anderem in Berlin, und ab 1886 im Stadttheater Graz.
Bald danach kehrte Tuschl nach Wien zurück. Zunächst am Carltheater, dann am Theater in der Josefstadt machte er sich einen Namen als Charakterkomiker. Zu Beginn des 20. Jahrhunderts arbeitete er als Schauspieler und Regisseur in Gabor Steiners Bühnen Danzers Orpheum und Sommertheater im Kaisergarten. Dort spielte er eine seiner bekanntesten Rollen, den „Knickebein“ in der Operette Frühlingsluft. Tuschl übernahm 1907 von Steiner für einige Zeit die Theaterleitung von Danzers Orpheum. Wilhelm Karczag verpflichtete den Schauspieler und Regisseur 1913 an das Theater an der Wien. Dort wirkte Tuschl bis 1935.
Er starb acht Jahre später im Alter von 85 Jahren nach einer kurzen Krankheit und wurde am Wiener Zentralfriedhof bestattet. Nach ihm wurde 1959 die Tuschlgasse in Wien-Inzersdorf benannt.